# Félix Le Sergeant de Monnecove
Félix Le Sergeant de Monnecove est un administrateur et homme politique français, né le 14 avril 1827 à Saint-Omer (Pas-de-Calais) et mort le 3 septembre 1902 à Paris 8e.

## Biographie

### Entourage familial
Fils de Marie Eugène Amédée Le Sergeant de Monnecove, propriétaire, et de Clémence Albertine Zénobie du Bosquiel, il est issu d'une famille qui a donné au Pas de Calais trois autres parlementaires. Il est le neveu de Jean Marie Edouard Le Sergeant de Monnecove, député du Pas de Calais (1834-1842), puis pair de France ; le petit neveu de Louis Joseph Thomas Le Sergeant d'Isbergues, député de la noblesse d'Artois aux Etats-généraux de 1789, puis à l'assemblée constituante ; le cousin de Fidèle Henri François Le Sergeant de Bayenghem, député du Pas de Calais (1827-1834), puis président du conseil-général du Pas de Calais et pair de France.

### Carrière
Félix de Monnecove suit à Paris des études de Droit, puis est reçu avocat au barreau de Paris, en janvier 1848.
Capitaine à l'état-major de la Garde nationale, il participe au coup d'état du 2 décembre 1851.
Napoléon III le nomme alors sous-préfet de Pont Audemer. En 1856, il devient sous-préfet de Segré, puis en 1858 sous-préfet d'Hazebrouck, jusqu'en 1860.
Au décès de Narcisse Lefebvre-Hermant, député de la circonscription de Saint Omer, en octobre 1860, il représente la majorité dynastique comme candidat à sa succession. Il est élu dès le premier tour, avec plus des deux tiers des suffrages. Au scrutin suivant, en 1863, il est battu par Louis Martel.
En décembre 1862, il devient maire de Saint Omer, jusqu'en 1869. De 1871 à 1880, il représente le canton de Fauquembergues au conseil-général du Pas de Calais.
Il contribue à mettre sur pied la compagnie concessionnaire du chemin de fer d'Anvin à Calais, qui fonctionnera jusqu'en 1955.
Membre de la Société des Antiquaires de la Morinie, il est l'auteur de plusieurs travaux d'érudition.
Félix de Monnecove était célibataire.

### Distinctions
- chevalier de la Légion d'honneur (1863)
- officier de l'instruction publique
- chevalier de l'ordre de Saint Grégoire le grand (1866)
- chevalier de l'Ordre de Léopold (1868)

## Pour approfondir

### Source
- « Félix Le Sergeant de Monnecove », dans Adolphe Robert et Gaston Cougny, Dictionnaire des parlementaires français, Edgar Bourloton, 1889-1891 [détail de l’édition]